# Acajete (Veracruz)
Acajete es una localidad del estado mexicano de Veracruz. Es cabecera del municipio de Acajete.

## Demografía
| Censo | Población |
| ----- | --------- |
| 1900  | 787       |
| 1910  | 490       |
| 1921  | 596       |
| 1930  | 795       |
| 1940  | 855       |
| 1950  | 849       |
| 1960  | 871       |
| 1970  | 1017      |
| 1980  | 1438      |
| 1990  | 1321      |
| 1995  | 1403      |
| 2000  | 1449      |
| 2005  | 1447      |
| 2010  | 1649      |
| 2020  | 1810      |